# 超龍戦記ザウロスナイト
『超龍戦記ザウロスナイト』（ちょうりゅうせんきザウロスナイト）は、克・亜樹の漫画作品。小学館『週刊少年サンデー』1992年1・2号合併号 - 1993年10号にて連載。

## 概要
『はっぴい直前』『星くずパラダイス』に続く同誌連載作品の第3弾。登場人物たちの輪廻転生をテーマに描いたファンタジー作品である。
この作品は、毎週18ページ前後のページ数制約がある中で連載をしてきたためか展開が非常に早く、単行本にしておよそ2巻ごとに内容が移り変わっている。週刊少年サンデー版元の小学館から発売された少年サンデーコミックス版の単行本は全6巻、後に大都社から発売されたスターコミックス（St comics）版の単行本は全3巻。単行本各巻共に、連載当時は説明不足だった箇所にページ単位での加筆が施されている。

## あらすじ
家族や友人と共に平凡な日常を送っていた中学生・大林照人は、いつからか自宅で毎晩おかしな夢を見るようになっていた。15歳の誕生日を迎えたある朝、登校途中のテルトの目の前に突然1人の女剣士が現れ、妹のチコと同級生たちが見ている前で彼を異世界ジャン・グリアへと連れて行った。テルトは、200年前にその世界で活躍した伝説の英雄「超龍王」のその転生体で、世界が再び超龍王の力を必要としたために呼び寄せられたのだった。その女剣士・シャロンを始めとする3人の超龍騎士たちに守られながら、テルトはジャン・グリアの世界を旅することになった。

## 登場人物
「声」は、同作品のドラマCDにおける担当声優。

### 超龍王と超龍騎士
大林 照人（おおばやし てると）
声 - 緑川光
異世界ジャン・グリアを旅する地球人の少年で、同作品の主人公。作中では「テルト」と呼称・表記されることが多い。この世界では彼は超龍王の生まれ変わりであるとされており、その当時に名乗っていた名前はバウナロッツェだったという。しかし、今のテルトには前世の記憶などなく、剣一つ振るったことがない。何より、魔物たちが跋扈する異世界へと連れて来られたことに納得の行かないテルトは、始めはシャロンたち超龍騎士に対し非協力的だった。しかし、ジャン・グリアの世界を旅する中で、同行するシャロンたちに助けられるうちに少しずつ考えが変わるようになる。その後、「黄金の超龍」との出会いで戦闘能力を獲得し、人格自体はテルトのままながらも超龍王として目覚めることになる。肉体的にも精神的にも未熟なので不平不満を漏らすことも多いが、旅の途中で出会った人々や自分を助けてくれる超龍騎士たちの役に立ちたいと思うなど、根は優しい性格。特にシャロンに対しては異性としても意識するようになるが、その一方で自分の妹とそっくりな姿をした氷の国ラルドの王女・アルパティのことも気になっている。
最終回での銀魔神との死闘にて、銀魔王にゾライザを擬態化させて抑えジュラ水晶で封印する作戦を決行。その後の消息は不明。その後、成人した妹・チコの元に照人そっくりの若者がやってきて、古びた学生鞄をチコに届けたのだが、彼こそ最終決戦から100年後のジャン・グリアから来た照人の転生体であり、学生鞄は照人の当時の所持品だった。
シャロン
声 - 三石琴乃
テルトを守護する超龍騎士の1人。里の長の命により、超龍王の生まれ変わりであるテルトをジャン・グリアの世界へと連れてきた。始めはテルトに対し敬語で接するなどよそよそしかった彼女も、ジャン・グリアを共に旅する中で彼の人柄に惹かれていくようになり、次第にテルトとの距離を縮めていく（第3巻の時点では非常に砕けた関係になっている）。正確な年齢は不明だが、テルトと同じくらいの年であるらしい。剣術が得意で、超龍甲冑（ザウロスアーマー）装着時には自身の潜在能力を直接敵に叩きつける技・念術（マインド）を使用することが出来る。パートナーは空の力を持つ超龍・テラ。同作品のヒロインであり、各回の扉絵は彼女が飾ることが多い。
最終回での銀魔神との死闘にて、照人とゾライザが抑えた銀魔王の体内に封印のジュラ水晶を運び込み、照人を救出するためテラ・ケラ・シオのトリプル甲冑を纏い突入。その後の消息は不明。100年後、チコに照人の鞄を届けた若者の婚約者が彼と同じ戦いの夢を見ていることを語り、彼女がシャロンの転生体であることを示唆して物語は終わる。
ダリル
声 - 久川綾
テルトを守護する超龍騎士の1人。力では一行で最強を誇り、また、気性も激しく男勝り。始めはシャロンが連れてきたテルトのあまりの弱々しさを見て、彼が本当に超龍王の生まれ変わりであるのかと疑ったりもしたが、基本的にはあまり細かいことを気にしないタイプ。斧とモーニングスターが一体化した武器を用いた攻撃が得意で、彼女も超龍甲冑を身に着けることで念術を使用することが出来る。パートナーは地の力を持つ超龍・ケラ。テルトのことを超龍王の転生体として敬う気は全くなく、自ら進んで彼に女装させたりとまるで自分のいいおもちゃのように扱っている。メルヴェムの命を受けたギッドラたちが拉致した、若い娘たちの中に紛れたものの、肉などを豪快に食べまくり、「誰だ、こんな奴を連れて来たのは」とギッドラたちをぼやかせたほど。
サイラ
声 - 富沢美智恵
テルトを守護する超龍騎士の1人。大人の落ち着きと美貌を持つ長身の女性で、一行のリーダー的な存在。常にテルトの身の安全の確保を考えながら他の超龍騎士たちに的確な指示を出す。槍を用いた攻撃が得意で、他の2人と同様に超龍甲冑を身に着けることで念術を使用することが出来る他、念術を応用した幻惑効果攻撃の念術・霧消失（フォッグバリア）も使用する。パートナーは海の力を持つ超龍・シオ。シャロンの隠された能力を見抜いており、今は自身が一行を統率する立場にあるが、いずれは彼女こそがテルトを守れる唯一の存在になるであろうと信じている。
ガリューサ一族との戦いの中で行方不明となるが、後に意外な形で再会を果たす。

### 超龍
テラ / ケラ / シオ
3人の超龍騎士それぞれのパートナーとして行動を共にする3匹の超龍。いずれもまだ幼生体であるらしいが共生能力は既に持っており、甲冑擬態化した彼らを装着した者は念術が使用可能になる。テラはプテラノドン、ケラはトリケラトプス、シオはプレシオサウルスがモチーフになっているものと思われる。彼らは外見も生態も能力も全く異なるがみな種族は同じで、守護神と呼ばれる伝説の超龍・ナダの子供（すなわち兄弟）であるらしい。後に氷の国ラルドの者から与えられた氷霊石（ひょうれいせき）によって、3匹共にガリューサ一族の精鋭部隊・ラーバ団が使用する炎の剣（ファイバのつるぎ）の炎に対する魔法防御効果を獲得する。
ナダ
超龍騎士の里の洞穴に眠る伝説の超龍で、200年前の大戦の生き残り。大戦当時のパートナーは不明だが、現在は里を治めるシャロンの父親・師（パル）がパートナー。後述するゾライザと同様に非常に大きな体を持ち、甲冑擬態時には装着者の全身をすっぽりと包み込む巨大な鎧になる。彼が装着者から引き出す潜在能力は桁違いに大きく、念術一発の力はテラ・ケラ・シオのそれを遥かに超える。また、氷霊石の魔法効果なしでもラーバ団が使用する炎の剣の炎に耐える。
ゾライザ
声 - 掛川裕彦
200年前の大戦で、バウナロッツェと共に「異形なるもの」の軍勢と戦ったとされる伝説の超龍。伝承では「黄金の超龍」と呼ばれている。バウナロッツェの没後はキーラ火山の中に身を移し、絶命した数多くの仲間の亡骸と共に眠りについた。ジャン・グリアに再び危機が訪れ、バウナロッツェの転生体がこの地に舞い降りる時に目覚めるという。ゾライザと出会った後のテルトはマインドソード = 超龍斬光剣（ザウロス・メガブレイド）や念術波光砲（マインド・ブレスト）といった強力な技を使用しているが、これらは超龍甲冑のゾライザがテルトに無償で与えた能力ではなく、装着者であるテルト自身がゾライザから知恵を借りながら一つずつ会得したものである。

### ガリューサ一族
エビル
ガリューサ一族の衛兵隊を率いて超龍王の転生体と超龍騎士3人の捜索に当たっていた男。階級は少尉で、小隊を2つ与えられている。屈強揃いのガリューサ一族の中では珍しく小柄な男で、自身は直接戦闘には携わらずに部下に戦闘の指示をする、ないしは上の者に提言をするという立場を取っているが、人間に対してはとても傲慢で、とにかく見下すことしかしない小者。テルトたち超龍騎士の一行には毎回煮え湯を飲まされており、どうにかして彼らに一矢報いようとしている。
ザビル
エビルに与えられた部下の1人で、背丈が10メートルはあろうかという巨人。不死身の肉体を持ち、頭部以外であれば何度斬られても体が再生する（この能力は第二皇子のグァルムも持つ）。エビルの命でテルトたち一行の殺害を試みたが、サイラの放った念術・霧消失によって視界を奪われ、平常心を失って暴れている隙に槍で頭から真っ二つに裂かれて死亡した。
ザイマン
エビル率いるガリューサ一族の衛兵隊第一小隊の小隊長。小隊全員でテルトたち一行を包囲し、その中でザイマンはシャロンと一対一の対決に臨んだ。しかし、力及ばずにシャロンによって討ち倒され、わずか3人の超龍騎士たちによって小隊は全滅させられた。なお、その後に一行の足取りを追ってやってきた第二小隊も同様に全滅させられている。
ギッドラ
エビル率いる衛兵隊とは別の隊を率いる男で、商業都市ハイレンザルクの領主を務める一族の第三皇子・メルヴェムに仕えている。階級は中尉。メルヴェムの命により部下に街の若い娘たちを拉致させたが、その中に超龍騎士たちが紛れていたことを見抜けなかった。ハイレンザルク城内で彼女たちの正体に気付きサイラと一戦を交えたが、あっさりと敗れ最期を遂げた。
メルヴェム
ガリューサ一族の第三皇子で、一族が人間（ニムス）たちから奪い支配している商業都市ハイレンザルクの領主を務めている。一族の中では最も姿が人間離れしており、巨大なヒキガエルのような姿をしている。一族の中でもその皇族のみが先天的に有するという特有の体質を持ち、その体表は超龍騎士が放つ念術を無効化する。しかし、攻撃手段は口から吐く溶解液のみであり、兄2人のような卓越した身体能力はない模様。最期は、黄金の超龍の在り処を吐いた挙句に無残な死を遂げた。
グァルム
ガリューサ一族の第二皇子で、全員が大柄な体躯と炎の剣を持つ精鋭部隊・ラーバ団を率いて各地の侵略に当たっている。彼自身も闘士型の体を持つ大男で、弟・メルヴェムと同様に念術に対し耐性がある体を持つ。さらには、炎の剣なしでも対象を炎に包むことが出来る電磁火炎（エレクファイバ）という特殊な攻撃手段を持つ。超龍騎士の里を滅ぼした張本人であり、シャロンたちにとっては許しがたい仇となった。身体能力が凄まじく、炎の都での戦いではシャロンたちを最後まで苦しめた。
ガリューサ
声 - 置鮎龍太郎
ガリューサ一族の第一皇子。一族最強の戦闘能力を誇り、その力は体格で勝るグァルムさえも一目している。より強大な力を獲得するためにキーラ火山に眠る黄金の超龍の奪取を目論んでいるが、それは再び襲い来る「異形なるもの」を倒して自分がジャン・グリアの真の指導者になるためであるという。一族の頂点に立つ存在だが自身が強くなることしか頭になく、一族がどうなろうと顧みない身勝手さと冷酷さを持つ。そのため、一族の指揮・統括は殆どグァルムが行っていたようなものである。彼もまた念術に対し耐性がある体と電磁火炎の能力を持ち、さらには敵対する相手に王手を掛けられてもそれを瞬時に克服する驚異の格闘センスを持つ。
最終回での銀魔神との死闘では照人とゾライザが抑えた銀魔王の体内に封印のジュラ水晶を運び込むため、シャロンと共に突入。だが生還が確認されているのはガリューサのみで、戦いを終えた後は一族の長とならずに修行の旅に出て、超龍王の転生体を探し再戦することを目標としている。
占術師（リューン）
ガリューサ一族に仕える年老いた占い師。魔水鏡（ますいきょう）という鏡を用いて遠くの地で起きている事象を知ることが出来、ガリューサとグァルムに氷の国ラルドが目覚めていることとテルトたち一行が炎の都の近くまで来ていることを伝えた。ドラゴンのような顔付きをしているが、一族の屈強な戦士たちと違って戦闘能力は一切ない模様。最終回のエピローグでは、エビルと共に一族が滅ぼした超龍騎士の里と超龍のその後の経緯を語っている。
ジャウメル
グァルム亡き後のラーバ団で団長を務めている死神兵。幼い頃から自分を鍛え上げ強くしてくれたグァルムを師として尊敬しており、2年前の超龍騎士たちとの戦いで彼が死んだ後もその思いは変わらない。グァルムに力を貸さずに黄金の超龍を覚醒させることばかりを考えていたガリューサを許せず、彼を倒すためにラーガの儀に参戦した。力だけならガリューサをも上回り、ガリューサの放つ電磁火炎に対しては手にした炎の剣で封じるという立ち回りを見せた。

### ジャン・グリアの民
ゼータ
声 - 笠原留美
大陸南部のグラニオン渓谷に居留していた遊牧民・ラマンの少年。ガリューサ一族の魔の手からラマンの民と自分の妹を救ってくれたテルトたちが超龍王の生まれ変わりの一行であることを知り、別れ際に強引に彼らに付いていくことにした。テルトたちに一度は断られるも、一族の長老から預かってきた砂金の袋を見せつけ承諾させることに成功した。まだ小さな子供だが、一行に同行している間は荷物持ちを担当したり、超龍騎士の里を滅ぼされて落ち込む一行を励ましたりと活躍を見せた。
最終回での銀魔神との死闘を終えた後、ラマンの長老としての姿が描かれ、照人たちの戦いの真実を知る語り部となっていた。
ザムザ
超龍騎士の里を守る戦士の1人で、屈強な肉体を持つ男。シャロンたちが連れて帰ってきたテルトのあまりの弱々しさを見て、これが本当に超龍王の生まれ変わりなのかと軽蔑の感情を隠せなかった。しかし、里がグァルム率いるラーバ団に襲撃された際には身を張ってテルトたちを逃がし、彼に望みを託して死んでいった。生前は同じ里の出身のサイラにプロポーズをしたことがあったが、サイラは彼の申し出を断ったらしい。
師（パル）
超龍騎士の里で超龍騎士の候補者たちを育ててきた人物で、シャロンの父親。シャロンたちが里に連れて帰ってきたテルトに試練を与え、彼が超龍王の生まれ変わりであるかどうかをテストした。彼自身も超龍騎士であり、里がラーバ団の急襲に遭った際には一族の守護神・ナダと共に戦い、ラーバ団の死神兵相手に圧倒的な戦闘力を見せた。しかし、グァルムとの直接対決では空しくも敗れ去り、テルトたちを逃がすために念術で洞穴を塞いで死んでいった。
王（ウォン）
ドワーフのような姿をした種族が暮らす地底の王国・ルグモの王。彼とその息子は、200年前の大戦でバウナロッツェと共に戦った戦友だった（息子は200年前に戦死、後に地球人サルマに転生）。元々ルグモ人は争い事を好まない種族であるため、テルトたち一行がガリューサ一族との戦いに協力するよう求めても応じなかったが、代わりに氷の国ラルドを目覚めさせることで世界の均衡を取り戻すようテルトに知恵を貸した。また、念じた場所に瞬間移動することが出来る宝珠を彼らに託し、旅の助けとした。
アルパティ
声 - 原えりこ
氷の国ラルドの王女で、200年前の大戦で負った傷を癒すために宮殿の奥で氷に包まれながら眠りについている。彼女の父親である国王と母親である王妃は大戦中に戦死した。王族の生き残りである彼女が眠りについたことで国全体が眠りに入っており、その隙にガリューサ一族が勢力を伸ばした。かつてはバウナロッツェと恋人同士という間柄で、今も彼女はバウナロッツェが転生をして自分の下に帰ってくるのを待っている。外見はテルトの妹・チコと非常によく似ている。
最終回での銀魔神との死闘を前に照人の想いがシャロンに向けられていることを悟り、戦いの後はバウナロッツェとの真の再会を待つために再び氷の中で眠りにつく。
アロウ航海士（アロウこうかいし）
ハイレンザルクの街の水兵たちを束ねる人物で、テルトとシャロンが封じの孤島に向かう際に最初に乗せてもらった船の長。旅の途中で船を失い、やむを得ず長年彼が船団を挙げて戦っているロンゴ島の海賊団に船と水先案内を頼んだ。海賊団の頭のジックとは犬猿の仲だが、彼の操舵の腕の高さだけは認めている。孤島の神殿での一件以後は、行方不明になったテルトとシャロンがジャン・グリアに帰ってくることを信じ、仲間と共にハイレンザルクの周囲一帯の警備に当たっていた模様。
海賊ジック（かいぞくジック）
ジャン・グリア大陸の東の海にあるロンゴ島を根城に、一帯を荒らし回っている海賊団の頭。船と水先案内を頼みに来たテルトに自ら勝負を仕掛けてあっさりと負け、一行に同行することを約束した。お調子者のように振舞っているが、道中はテルトが身に着けている超龍甲冑を常に狙っていた。甲冑を手に入れるために彼の寝首を掻こうとしたこともあったが、ジックのことを信じるテルトの呼び掛けに次第に心変わりし、ジャン・グリアの世界のために自分たちが出来ることをしようと考えるようになった。
氷の国の秘宝使い（ラルドのひほうつかい）
テルトたち一行がジャン・グリアに戻ってきた際に出会った覆面姿の男。銀魔神たちの封印に用いる物質・ジュラ水晶を扱うことが出来る数少ない人物で、銀魔王に立ち向かう強者6人を選出するラーガの儀では審判を務めた。その正体は、先の大戦で死んだ氷の国ラルドの国王・エルジヌの転生体。転生後も前世の記憶があり、前世同様にアルパティに対し父娘の関係で接している。また、力ある者にしか興味を示さないガリューサがテルト以外に闘志を剥き出しにした唯一の人物でもある。
闇戦士ヒョウ（やみせんしヒョウ）
ラーガの儀でシャロンの対戦相手として登場した謎の人物で、ジャン・グリアの民の中でただ1人銀魔神と互角に戦っていたという実力者。ヘビのように巻きつく雷撃鞭を操り、超龍騎士たちと同じように念術を使うことが出来る。実はその正体はガリューサ一族との戦いの中で行方不明になっていたサイラで、地底国ルグモの王の手で炎の都から救われた後、人間たちが結成した銀魔神討伐隊で活躍していた模様。素性を隠してラーガの儀に出場し、シャロンの力の成長具合を試した。
森獣人ルルフ（しんじゅうじんルルフ）
ラーガの儀でテルトの対戦相手として登場した獣人。普段は小柄な体をしているが、舐めてかかると体から発する催眠フェロモンと巨大化した後の力任せな打撃攻撃で打ちのめされる。彼がラーガの儀に出場したのは私欲のためで、救世主と認められれば周りの者がいくらでも金を出してくれると考えたからであるという。
ニクロス
ラーガの儀でテルトの対戦相手として登場した大男で、日本風の刀と甲冑で武装している。おそらくは人間。最強の兵士を自称し、自分よりも体格で遥かに劣るテルトを見て小馬鹿にした態度で闘いに臨んでいたが、超龍甲冑を着て修行と実戦経験を積んできた彼にはかなわずにあっさりと敗れた。

### ジャン・グリアに棲息する魔物
ツイン・タイガー
2つの首を持つ凶暴なトラ。肉食性で、目の前で動いているものは何でも食ってしまう。第1話でテルトに襲い掛かった単体はダリルに両首を斬られて倒され、第20話でハイレンザルクの街の少女に襲い掛かった単体は修行から帰ってきたテルトに左の首を斬られて倒された。
吹雪の番人（ふぶきのばんにん）
声 - 郷里大輔
全てが凍てつく極寒の地・氷の国ラルドを守り続ける魔物の群れ。一発で人間を氷漬けにしてしまう強烈な冷気を吐く。一つ一つは人の顔を持った霊魂のような存在で、集合体は巨大な獣のような姿になる。彼らが国の入り口を守っているため、よそ者は近づくことすら出来ない。
傀儡蟲（くぐつちゅう）
封じの孤島の神殿に封印されている銀魔神たちが遠隔操作し、超龍王テルトの暗殺のために利用している体長50センチメートルほどの甲虫の大群。一匹一匹は大した力を持たないが、群生であるゆえに退治には手を焼かされる。集まって一匹の巨大な魔物になることが出来る。
吸血虫（ダークワム）
封じの孤島の神殿に棲み付いていた肉食性の巨大なイモムシ。テルトたち一行に同行していたアロウとジックそれぞれの部下数人がこの魔物に背後から襲われて食われ、これに応戦しようとしたテルトも飲み込まれてしまったが、直後に内部からマインドソードで切り裂いて脱出し事なきを得た。

### 地球人
大林 チコ
声 - 原えりこ
テルトの妹で、第4巻 - 第5巻の地球編におけるキーパーソンの1人。兄・テルトを突然自分の目の前から連れ去っていったシャロンを目の敵にしており、帰ってきた兄が異世界での体験や自身の前世など理解不能なことを話すようになったのは彼女のせいだと決め付けている。そのため、テルトが家に帰ってきたことは素直に喜ぶも、シャロンのことだけは受け入れられないでいる。彼女の姿形は氷の国ラルドの王女・アルパティとよく似ているが、これはジャン・グリアと地球が2つの宇宙（カアス）の同じ座標上にあることと、その地球がかつてアルパティと恋仲だったバウナロッツェの転生先となったことがチコの出生に影響している。
最終回のエピローグでは成人した姿となって再登場し、兄とそっくりな姿の若者と遭遇。古びた学生鞄を手渡されたことで、兄が地球に戻れなくなったこと、若者が兄の転生体であることを悟る。
猿間 信（さるま しん）
声 - 梁田清之
200年前の大戦でバウナロッツェと共に戦ったルグモ人の戦士にして王の息子の転生体である大柄な若者。前世における名はベルガッテロスシャクラガトーアグラッセラスゲラマンジェロヒヒホトラストヘヘフガラストルンチェル2世。照人と同じく地球人として転生した身であるが、照人と違って前世の記憶があり、地球人として生活する今も前世の自分が戦闘用に使用していた技を全て完全に使いこなせる。超龍王の転生体を探すために不良たちの間で名を上げ、挑んだ照人の擬態化を見て彼が超龍王と確信した。その後は、ルグモ人が持つ能力を生かして銀魔神の捜索に当たるなど非常に頼りがいのある仲間となった。また、超龍王として完全に覚醒し切っていない照人を目覚めさせるきっかけを作るのにも尽力した。最終決戦で、一時気絶した照人を庇い戦死してしまう。

### 銀魔神（ギルリアン）
キュラソー
200年前にバウナロッツェとその協力者が銀魔神たちを封印した先の封じの孤島の神殿で、最初に封印を破って出現した銀魔神。その神殿で照人たち一行と初遭遇し、その後照人とシャロンが地球に飛ばされた際にも一緒に付いてきた。前腕部から生えた2本の刃物を攻撃に使用する他、外界のエネルギーを取り込んで攻撃用のエネルギー波に変換する技「ギルティック・バーム」を持つ。その力は圧倒的で、シャロンの念術もサルマの大地金剛拳（バロウ・ラ・ジェッド）もキュラソーには殆ど効果がなかった。最期はギルティック・バームと照人の念術波光砲の衝突で押し負けて重傷を負い、更に念術波光砲を撃たれ粉砕された。
ガルツィン / チャグ・スー
キュラソーが封じの孤島の神殿から地球に飛ばされてくる際に、一緒に時空の狭間から転送させた2匹の下級銀魔神。以後、地球上ではキュラソーの部下として行動を共にしていた。力だけであればキュラソーと同等であるらしく、シャロンすらも手玉に取って追い詰めた。しかし、テルトが苦労の末に会得した念術波光砲の前に2匹とも敗れ去った。特にチャグ・スーは、キュラソーから無能呼ばわりされた挙句に彼の手によって処分されるという惨めな最期を遂げている。
銀魔王（ギルダンテ）
声 - 郷里大輔
銀魔神たちを束ねる王。200年前の大戦で、バウナロッツェによって他の銀魔神たちと共に時空の狭間に封じ込められていたが、凶彗星の最大接近と共に封じの孤島の神殿から甦った。先に復活してジャン・グリアで1年間侵略と殺戮を繰り返していた手下の銀魔神たちを寄せ集め、彼らの体を用いて巨大な集合体を作っている。ギルティック・バームを遥かに上回る破壊力を持つエネルギー波「バーム」を大砲のように撃って対象を攻撃する。最期はゾライザの擬態化で抑えられ、シャロンとガリューサが体内に持ち込んだジュラ水晶で完全に時空の狭間に封印された。

## 用語
ジャン・グリア
シャロンたちが住む世界にある一大陸の名称。世界地図を見ると北東方面には別の大陸らしきものが地続きで存在しているようだが、ジャン・グリア大陸以外は未開の地であるのかそれ以上は記載されていない。そのためか、時としてジャン・グリアはこの世界そのものを指す名称としても用いられる。作中で登場する主要都市及び集落は大陸の南部に集中しており、氷の国ラルドのみが大陸北の最果ての地にある。他、大陸東の海にはロンゴ島や封じの孤島などがある。
超龍騎士（ちょうりゅうきし）
ジャン・グリアの世界を救った英雄・超龍王を守護するために特別な訓練を受け、なおかつ超龍からパートナーに選ばれた者に与えられる称号。その超龍騎士たちを統率するのが、その者たちが守護すべき超龍王であるとされる。人間ながら、その剣術・体術は戦闘に特化した異種族ガリューサ一族すら圧倒する。
超龍甲冑（ザウロスアーマー）
ジャン・グリアの民と共に生きる道を選んだ謎の生命体・超龍が、己の姿を鎧の形に変えた時の状態。パートナーに選んだ人物と一体化してその者の潜在能力を引き出し、彼らの生存率を上げることで危機の回避と共生を可能にしている。また、単純に鎧として装着者の身を守る役割も持つ。200年前の大戦で多くの者が死に絶え、現在ではその生き残りとその子孫がわずかに生存する程度である。
ガリューサ一族（ガリューサいちぞく）
人間が持つ高い知能と野生生物が持つ強靭な肉体を兼ね備えている、リザードマンのような姿をした半獣半人の戦闘種族。本拠地はキーラ火山の麓にある炎の都。先天的に高温を好み、寒気を苦手とする。200年前の大戦終結後に銀魔神たちが姿を消して氷の国ラルドが眠りに入ってからは脅威の存在がなくなり、以来、ジャン・グリアの事実上の支配者になっている。最終決戦から100年後もガリューサ、エビル、占術師はほとんど老いた様子が無く、かなりの長命種族でもある模様。
異形なるもの（いぎょうなるもの）
ジャン・グリアの世界に棲む全ての生命体を糧とするため、200年前にジャン・グリアの地に降り立った凶彗星の生命体・銀魔王のこと。銀魔王の手下である銀魔神たちによってジャン・グリアの多くの民が餌食にされ、バウナロッツェや前世のサルマも銀魔神たちを封印するために命を落とした。彼らの復活は、まさにジャン・グリアの危機存亡をも意味するのである。
凶彗星（きょうすいせい）
ジャン・グリアの世界に銀魔神たちが現れるその前兆として認識されている、禍々しい外見を付した惑星。200年周期でジャン・グリアの惑星に接近し、この世界に住む者たちの目に見えるようになる。
封じの孤島（ふうじのことう）
ジャン・グリア大陸東の海の危険地帯「タラバッソー海域」内に存在する孤島。島の中央には、銀魔神たちの封印に用いたジュラ水晶を収めた神殿がそびえ立つ。大陸東の海は元はジャン・グリア大陸の一部で陸地だったが、銀魔神たちを封印するためにバウナロッツェたちが神殿の周囲一帯を海に沈め、以来その一帯は海になったのだという。
ジュラ水晶（ジュラすいしょう、ジュラノイド）
2つの宇宙の間に座標不確定で存在するという物質の結晶で、その座標を確定させた結晶を用いると任意で時空の歪みを発生させることが出来る。大きな結晶は銀魔神たちを時空の狭間に封印するのに必要とされる。200年前の大戦で、バウナロッツェたちは銀魔神の軍勢をジャン・グリアの地に転送した水晶1つで応急処置的に封じたが、完全に封印するにはもう1つの水晶が必要だという。

## 単行本

### 少年サンデーコミックス版
1. 1992年6月18日発売、ISBN 978-4091230614
2. 1992年8月10日発売、ISBN 978-4091230621
3. 1992年11月18日発売、ISBN 978-4091230638
4. 1993年3月18日発売、ISBN 978-4091230645
5. 1993年4月17日発売、ISBN 978-4091230652
6. 1993年5月18日発売、ISBN 978-4091230669 - 読み切り作品『黄金いろの大地』を同時収録。

### スターコミックス版
1. 2000年6月発売、ISBN 978-4886531414
2. 2000年6月発売、ISBN 978-4886531421
3. 2000年7月発売、ISBN 978-4886531438

## ドラマCD
1993年8月25日に、同作品を元にしたドラマCD『オーディオRPG 超龍戦記ザウロスナイト』がリリースされた。発売元はマイカルハミングバード、販売元はパイオニアLDC。
このドラマCDは、各トラックの最後で聞かれる選択肢に対しオーディオリモコンを用いて答え、その選択肢次第で物語が展開していくという独特の手法が採られている。云わば、1980年代末期に巷で流行したゲームブックの形式をデジタルへと持ち込んだドラマCDである。
内容は、原作内で描かれたイベントのいくつかを踏襲してはいるものの、時系列等の考証は完全に無視されており、構成に強いオリジナル要素が見られる。また、原作にはないギャグがところどころに散りばめられている点も特徴として挙げられる。このドラマCDでは、原作連載当時に巷で人気を博したテレビアニメ『美少女戦士セーラームーン』を意識したキャスティングがされているが、シャロン役の三石琴乃は明らかに同作品から引用した決め台詞をこのドラマCDで口にする。また、原作では脅威の存在だった銀魔神（声 - 田中一成）も、このドラマCDでは滑稽なキャラクターを演じている。
各トラックの設問のナレーションは、前作『星くずパラダイス』でセバスチャン役を務めた銀河万丈が担当。エンディングテーマ『DESTINY』の歌唱は松本梨香が担当した。